# Nanofluido
Un nanofluido es un fluido que contiene partículas del tamaño de nanómetros, llamadas nanopartículas. Estos fluidos son suspensiones coloidales de nanopartículas en un fluido base.  Las nanopartículas utilizadas en los nanofluidos suelen estar compuestas por metales, óxidos, carburos o nanotubos de carbono. Los fluidos base más comunes son el agua, el etilenglicol y aceite.
Los nanofluidos tienen muchas aplicaciones potenciales en la transferencia de calor, entre ellas la microelectrónica, las pilas de combustible, los procesos farmacéuticos y los motores híbridos, refrigeración de motores/gestión térmica de vehículos, frigoríficos domésticos, enfriadores, intercambiadores de calor, en rectificado, mecanizado y en la reducción de la temperatura de los gases de combustión de calderas. Presentan una conductividad térmica y un coeficiente de transferencia de calor convectivo mejorados en comparación con el fluido base.  El conocimiento del comportamiento reológico de los nanofluidos es fundamental para decidir su idoneidad para aplicaciones de transferencia de calor por convección.  Los nanofluidos también tienen propiedades acústicas especiales y, en campos ultrasónicos, muestran una reconversión de ondas de cizallamiento de una onda de compresión incidente; el efecto se hace más pronunciado a medida que aumenta la concentración.
En la dinámica de fluidos computacional (CFD), se puede suponer que los nanofluidos son fluidos monofásicos; Sin embargo, casi todos los artículos académicos utilizan una hipótesis de dos fases. Se puede aplicar la teoría clásica de los fluidos monofásicos, en la que las propiedades físicas del nanofluido se toman como una función de las propiedades de ambos componentes y sus concentraciones. Un enfoque alternativo simula los nanofluidos utilizando un modelo de dos componentes.
La propagación de una gota de nanofluido se ve favorecida por la estructura ordenada similar a la de un sólido que forman las nanopartículas que se agrupan cerca de la línea de contacto por difusión, lo que da lugar a una presión de disociación estructural en las proximidades de la línea de contacto. Sin embargo, dicha mejora no se observa en gotas pequeñas con un diámetro de escala nanométrica, ya que la escala de tiempo de humectación es mucho menor que la escala de tiempo de difusión. 

## Propiedades
La conductividad térmica, la viscosidad, la densidad, el calor específico y la tensión superficial son propiedades termofísicas significativas de los nanofluidos. Parámetros como el tipo de nanopartícula, el tamaño, la forma, la concentración volumétrica, la temperatura del fluido y el método de preparación del nanofluido afectan a las propiedades termofísicas.
- Viscosidad[17]
- Densidad
- Conductividad térmica[18]

## Síntesis
Los nanofluidos se producen mediante varias técnicas:
- Evaporación directa (1 paso)
- Condensación/dispersión de gas (2 pasos)
- Condensación química de vapor (1 paso)
- Precipitación química (1 paso)
- Biobasada (2 pasos)

Los líquidos base incluyen agua, etilenglicol y aceites. Aunque la estabilización puede ser un reto, las investigaciones en curso indican que es posible. Los nanomateriales utilizados hasta ahora en la síntesis de nanofluidos incluyen partículas metálicas, partículas de óxido, nanotubos de carbono, nanoescamas de grafeno y partículas cerámicas. 

### De origen biológico
Se ha desarrollado un enfoque biológico y respetuoso con el medio ambiente para la funcionalización covalente de nanotubos de carbono de paredes múltiples (MWCNT) utilizando brotes de clavo.  En los procedimientos habituales de funcionalización de nanomateriales de carbono, como los empleados en esta síntesis, no se suelen utilizar ácidos tóxicos o peligrosos. Los MWCNT se funcionalizan en un solo recipiente mediante una reacción de injerto de radicales libres. A continuación, los MWCNT funcionalizados con clavo se dispersan en agua destilada (agua DI), lo que produce una suspensión acuosa de MWCNT muy estable (nanofluido de MWCNT).

## Aplicaciones
Los nanofluidos se utilizan principalmente por sus propiedades térmicas mejoradas como refrigerantes en equipos de transferencia de calor, tales como intercambiadores de calor, sistemas de refrigeración electrónica (como placas planas) y radiadores.  Muchos investigadores han analizado la transferencia de calor a través de placas planas. Sin embargo, también son útiles por sus propiedades ópticas controladas. Se ha descubierto que los nanofluidos basados en grafeno mejoran la reacción en cadena de la polimerasa eficiencia. Los nanofluidos en colectores solares son otra aplicación en la que se emplean los nanofluidos por sus propiedades ópticas sintonizables. Los nanofluidos también se han investigado para mejorar las tecnologías de desalinización térmica, alterando la conductividad térmica y absorben la luz solar, pero la contaminación superficial de los nanofluidos supone un riesgo importante para estos enfoques. Los investigadores propusieron los nanofluidos para la refrigeración de dispositivos electrónicos. Los nanofluidos también se pueden utilizar en el mecanizado.

### Refrigeración inteligente
Un proyecto demostró una clase de nanofluidos polarizables magnéticamente con una conductividad térmica mejorada hasta un 300 %. Se sintetizaron nanopartículas de magnetita recubiertas de ácidos grasos de diferentes tamaños (3-10 nm). Se demostró que las propiedades térmicas y reológicas de estos nanofluidos magnéticos pueden ajustarse variando la intensidad del campo magnético y la orientación con respecto a la dirección del flujo de calor.  Estos fluidos con respuesta a estímulos son reversibles y tienen aplicaciones en dispositivos en miniatura, como los sistemas micro y nanoelectromecánicos.
Un estudio realizado en 2013 analizó el efecto de un campo magnético externo sobre el coeficiente de transferencia de calor convectivo de un nanofluido de magnetita a base de agua en régimen de flujo laminar. Se obtuvo una mejora de hasta el 300 % con un Re = 745 y un gradiente de campo magnético de 32,5 mT/mm. El efecto del campo magnético sobre la presión no fue tan significativo.

### Detección
Un sensor óptico ultrasensible basado en nanofluidos cambia de color al exponerse a bajas concentraciones de cationes tóxicos. El sensor es útil para detectar trazas minúsculas de cationes en muestras industriales y medioambientales. Las técnicas existentes para monitorizar los niveles de cationes en muestras industriales y medioambientales son caras, complejas y requieren mucho tiempo. El sensor utiliza un nanofluido magnético que consiste en nanogotas con granos magnéticos suspendidos en agua. En un campo magnético fijo, una fuente de luz ilumina el nanofluido, cambiando su color en función de la concentración de cationes. Este cambio de color se produce en un segundo tras la exposición a los cationes, mucho más rápido que otros métodos de detección de cationes existentes.
Estos nanofluidos sensibles pueden detectar y visualizar defectos en componentes ferromagnéticos. El denominado «ojo fotónico» se basa en una nanoemulsión magnéticamente polarizable que cambia de color cuando entra en contacto con una zona defectuosa de una muestra. El dispositivo podría monitorizar estructuras como vías férreas y tuberías. 

### Nanolubricantes
Los nanolubricantes modifican los aceites utilizados para la lubricación de motores y máquinas.  Los materiales que incluyen metales, óxidos y alótropos del carbono han suministrado nanopartículas para tales aplicaciones. El nanofluido mejora la conductividad térmica y las propiedades antidesgaste. Aunque se han estudiado ampliamente el MoS2, el grafeno y los fluidos basados en Cu, no se conoce el funcionamiento básico de los mecanismos subyacentes.
El MoS2 y el grafeno funcionan como lubricantes de tercer cuerpo, actuando esencialmente como rodamientos de bolas que reducen la fricción entre las superficies.  Este mecanismo requiere que haya suficientes partículas presentes en la interfaz de contacto. Los efectos beneficiosos disminuyen porque el contacto sostenido empuja los lubricantes del tercer cuerpo.
Otros enfoques de nanolubricantes, como los hidróxidos de silicato de magnesio (MSH), se basan en recubrimientos de nanopartículas mediante la síntesis de nanomateriales con funcionalidades adhesivas y lubricantes. La investigación sobre recubrimientos nanolubricantes se ha llevado a cabo tanto en el ámbito académico como en el industrial.  Se han desarrollado aditivos de nanoborato, así como descripciones de modelos mecánicos de formaciones de recubrimientos de carbono tipo diamante (DLC). Empresas como TriboTEX ofrecen formulaciones comerciales de recubrimientos de nanomateriales MSH sintetizados para motores de vehículos y aplicaciones industriales. 

### Refinación del petróleo
Muchas investigaciones afirman que las nanopartículas pueden utilizarse para mejorar la recuperación del petróleo crudo. 

### Cristales fotónicos
Los cúmulos de nanopartículas magnéticas o nanoperlas magnéticas de un tamaño de entre 80 y 150 nanómetros forman estructuras ordenadas a lo largo de la dirección de un campo magnético externo con una separación regular entre partículas del orden de cientos de nanómetros, lo que da lugar a una fuerte difracción de la luz visible. 

### Batería de flujo
Se afirma que las baterías de flujo basadas en nanoelectrocombustibles (NFB) almacenan entre 15 y 25 veces más energía que las baterías de flujo tradicionales. La Oficina de Tecnología Estratégica de la Agencia de Proyectos de Investigación Avanzada de Defensa (DARPA) está explorando el despliegue militar de las NFB en lugar de las baterías de iones de litio convencionales. 
Las partículas de nanofluido sufren reacciones redox en el electrodo. Las partículas están diseñadas para permanecer en suspensión indefinidamente, constituyendo hasta el 80 % del peso del líquido, con la viscosidad del aceite de motor. Las partículas pueden fabricarse a partir de minerales baratos, como el óxido férrico (ánodo) y el dióxido de manganeso gamma (cátodo). Los nanofluidos utilizan una suspensión acuosa no inflamable. 
En 2024, Influit, financiada por DARPA, afirmó estar desarrollando una batería con una densidad energética de 550-850 wh/kg, superior a la de las baterías de iones de litio convencionales. Una batería de demostración funcionó con éxito entre −40 °C y 80 °C. 
Los nanofluidos descargados podrían recargarse mientras se encuentran en un vehículo o después de retirarlos en una estación de servicio. Se afirma que los costes son comparables a los del litio-ion. Se esperaba que un depósito de combustible del tamaño de una batería de vehículo eléctrico (80 galones) proporcionara una autonomía comparable a la de un vehículo de gasolina convencional. Los fluidos que se escapan, por ejemplo, tras un accidente, se convierten en una sustancia pastosa que puede retirarse y reutilizarse de forma segura. Las baterías de flujo también producen menos calor, lo que reduce su huella térmica para los vehículos militares.

## Migración de nanopartículas
Un estudio realizado en 30 laboratorios reveló que «no se observó ninguna mejora anómala de la conductividad térmica en el conjunto limitado de nanofluidos probados en este ejercicio». El programa de investigación financiado por la COST , Nanouptake (Acción COST CA15119), se llevó a cabo con la intención de «desarrollar y fomentar el uso de nanofluidos como materiales avanzados de transferencia de calor/almacenamiento térmico para aumentar la eficiencia de los sistemas de intercambio y almacenamiento de calor». Un estudio realizado por cinco laboratorios informó de que «no hay efectos anómalos o inexplicables».
A pesar de estas investigaciones experimentales aparentemente concluyentes, los artículos teóricos siguen afirmando que existe una mejora anómala, en particular a través de mecanismos brownianos y termoforéticos. La difusión browniana se debe a la deriva aleatoria de las nanopartículas suspendidas en el fluido base, que se origina a partir de colisiones entre las nanopartículas y las moléculas líquidas. La termoforesis induce la migración de nanopartículas de regiones más cálidas a más frías, nuevamente debido a tales colisiones. Un estudio de 2017 consideró la discrepancia entre los resultados experimentales y teóricos. Informó que los efectos del movimiento browniano y la termoforesis no tienen efectos significativos: su papel a menudo se amplifica en los estudios teóricos debido al uso de valores de parámetros incorrectos.  La validación experimental de estas afirmaciones llegó en 2018 La difusión browniana como causa del aumento de la transferencia de calor se descarta en el debate sobre el uso de nanofluidos en colectores solares.